# Scurrilous
Scurrilous четвертий студійний альбом канадської групи Protest the Hero, який вийшов 16 березня 2011 року.

## Треклист
1. C'est la Vie — 3:33
2. Hair-Trigger — 4:48
3. Tandem — 5:12
4. Moonlight — 4:48
5. Tapestry — 4:29
6. Dunsel — 4:52
7. The Reign of Unending Terror — 3:25
8. Termites — 3:56
9. Tongue-Splitter — 4:34
10. Sex Tapes — 4:41